# Keeper of the Seven Keys – The Legacy
Keeper of the Seven Keys – The Legacy – jedenasty studyjny album power metalowego zespołu Helloween wydany w 2005. Tytuł albumu nawiązuje do wcześniejszych dokonań zespołu takich jak Keeper of the Seven Keys Part 1 (1987, Noise Records), Keeper of the Seven Keys Part 2 (1988, Noise Records).

## Lista utworów
CD 1
1. "The King for A 1000 Years" – 13:54 (Helloween/Deris)
2. "The Invisible Man" – 07:17 (Gerstner)
3. "Born on Judgment Day" – 06:14 (Weikath)
4. "Pleasure Drone" – 04:08 (Gerstner)
5. "Mrs. God" – 02:55 (Deris)
6. "Silent Rain" – 04:21 (Gerstner/Deris)

CD 2
1. "Occasion Avenue" – 11:04 (Deris)
2. "Light the Universe" (feat. Candice Night) – 05:00 (Deris)
3. "Do You Know What You're Fighting For" – 04:45 (Weikath)
4. "Come Alive" – 03:20 (Deris)
5. "The Shade In The Shadows" – 03:24 (Deris)
6. "Get It Up" – 04:13 (Weikath)
7. "My Life For One More Day" – 06:51 (Grosskopf/Deris)
8. "Revolution" – (Grosskopf) (japan bonus)

## Twórcy
- Andreas Deris – wokal
- Michael Weikath – gitara
- Sascha Gerstner – gitara
- Markus Grosskopf – gitara basowa
- Daniel Löble – perkusja
- Candice Night – woklal, gościnnie w Light the Universe
- Charlie Bauerfeind – produkcja